# Francisco Osorto
Francisco Salvador Osorto Guardado (né le 20 mars 1957 à Santa Rosa de Lima au El Salvador et mort le 26 février 2023) est un joueur de football international salvadorien qui évoluait au poste de défenseur.

## Biographie

### Carrière en club
Francisco Osorto joue en faveur du CD Santiagueño et du Municipal Limeño.
Il remporte un titre de champion du Salvador avec le CD Santiagueño.

### Carrière en sélection
Francisco Osorto joue en équipe du Salvador entre 1979 et 1982.
Il dispute cinq matchs rentrant dans le cadre des éliminatoires du mondial 1982.
Il figure dans le groupe des sélectionnés lors de la Coupe du monde de 1982. Lors du mondial organisé en Espagne, il joue deux matchs : contre la Belgique, et l'Argentine.

## Palmarès
- Champion du Salvador en 1979 avec le CD Santiagueño